# 滋賀県道128号杉谷嶬峨線
滋賀県道128号杉谷嶬峨線（しがけんどう128ごう すぎたにぎかせん）は、滋賀県甲賀市を通る一般県道である。

## 概要
甲賀市甲南町杉谷から甲賀市水口町嶬峨に至る。
甲賀市甲南町稗谷 - 同市水口町嶬峨間で不通区間が存在する。

### 路線データ
- 起点：甲賀市甲南町杉谷（矢川橋西交差点、滋賀県道・三重県道4号草津伊賀線交点）
- 終点：甲賀市水口町嶬峨（滋賀県道126号相模水口線交点）
- 総延長：6.7 km
- 不通区間：甲賀市甲南町稗谷 - 甲賀市水口町嶬峨

## 歴史
- 1958年（昭和33年）7月26日 -  - 滋賀県告示第291号により深川市場嶬峨線として路線認定[1]。
- 1967年（昭和42年）7月31日 - 杉谷嶬峨線に変更。

## 路線状況

### 道路施設

#### 橋梁
- 矢川橋（杣川、甲賀市）
- 大正橋（稗谷川、甲賀市）

## 地理

### 通過する自治体
- 滋賀県
  - 甲賀市

### 交差する道路
| 交差する道路                    | 交差する場所 | 交差する場所          |
| ------------------------------- | ------------ | --------------------- |
| 滋賀県道・三重県道4号草津伊賀線 | 甲南町杉谷   | 矢川橋西交差点 / 起点 |
| 滋賀県道123号水口甲南線         | 甲南町稗谷   |                       |
| 甲賀市道寺庄稗谷線              | 甲南町稗谷   |                       |
| 不通区間                        |              |                       |
| 滋賀県道126号相模水口線         | 水口町嶬峨   | 終点                  |

### 交差する鉄道
- 草津線

### 沿線
- 海蔵寺
- 善光寺
- 矢川神社
- 社会福祉法人のぞみ保育園
- 馬事公苑
- 安楽寺
- 稲荷神社
- 滋賀ゴルフ倶楽部ゴルフ場
- 千光寺
- 八坂神社